# アグラヤ (小惑星)
アグラヤ (47 Aglaja) は大きいが暗い小惑星帯の小惑星。
ロベルト・ルターによって発見された。
ギリシャ神話のカリスの一柱、アグライアーのドイツ語表記から名づけられた。